# AKRacing
AKRacing（エーケーレーシング）は、揚州奥凱カー用品有限公司（扬州奥凯汽车用品有限公司）が展開するゲーミングチェアのブランド。

## 概要
DXRACERとともにゲーミングチェアの黎明期からの定番ブランドである。両ブランドともに、「ゲーミングチェア」と言う概念がまだなかった2000年代前半からオフィスチェアとは違うスタイリッシュなデザインの椅子を製造し、2010年頃より積極的にeスポーツ大会のスポンサーとなって「ゲーミングチェア」と言う概念を確立し、国内外の市場を開拓した。
近年はAKRacingとよく似たデザインで低価格・低品質なブランドも存在しているが、AKRacingは江蘇省揚州市に拠点を構える正規のメーカーであり、イスのフレームなどの基幹部品のサプライヤーを自社の傘下とし、製造から組み立てまで自社で行うことにより品質の安定化を図っている。
日本国内では2015年よりMCJ子会社のテックウインド株式会社を代理店としてゲーミングチェアを展開しており、吉本興業のeスポーツチームとプロモーション契約を締結するなど、国内の様々なeスポーツチームをスポンサードしている。また、味の素スタジアム（FC東京の主催試合）の選手用シートおよび明治神宮野球場（東京ヤクルトスワローズの主催試合）や東京ドーム（読売ジャイアンツの主催試合）の監督用シートにも採用されるなど、ゲームに限らずスポーツ界にも進出している。日本国内のゲーミングチェアユーザーを対象とした調査結果では、ゲーマーのお気に入りブランドのトップがAKRacingであった。
オフィスチェアやレーシングカー用シートも手掛けており、2011年よりアメリカの特殊部品市場協会（SEMA）にも出展しているが、売り上げはゲーミングチェアが大半とのこと。
なお、「AKRacing」は中国国外向けのブランドで、中国国内向けのブランドは「AKPLAYER」である。

## 歴史
2000年に江蘇省揚州市広陵区にて設立される。
設立当初は中国国内向けのレーシングカー用シートを生産すると同時に、オフィスチェアの製造も手掛けていたが、当時のオフィスチェアは「スタイリッシュ感が足りない」、という若者からの要望により、ゲーマー向けのスタイリッシュな椅子を製造するようになる（現代で言うところのゲーミングチェアだが、当時は「ゲーミングチェア」と言う概念はまだ存在せず、世界初のゲーミングチェアは2006年に発売したDXRACERとされている）。しかし、当時の中国はゲーム市場が小さかったため、2001年より欧州市場に進出。2003年よりアメリカ市場にも進出する。
2004年に世界最大のレーシングブランドと深く協力してプロ向けレーシングシートを製造・加工した（AKRacingの公式サイトでは社名非公開だが、テックウインド社の公式サイトによると、NISSAN）のを機に、2005年より中国国外向けに「AKRacing」のブランドを用いるようになる。2008年より国外展開を本格化させ、World Cyber Gamesなど国際的なゲーム大会のスポンサーとして試合専用チェアを供給するようになる。
2010年代より中国ゲーミング市場も発展してきたことにより、2011年には「テンセントゲームカーニバル」に協賛、2012年にはChinaJoyに出展するなど、中国国内のゲームイベントにも積極的に関わるようになる。
2015年にはテックウインド株式会社と独占契約を結び、日本に進出。日本国内で販売する製品はテックウインド株式会社が選定・企画している。

## 製品
ゲーミングチェアの一般的な機能であるヘッドレストとランバーサポートを備えており、リクライニングにより寝ることもできる。特にAKRacing製品は180度のリクライニングが可能である点が特徴である。表面素材としてはポリウレタンレザー製とファブリック製がある。日本製素材の採用にも積極的であり、岡山県産デニム生地や泉州地域産スウェット生地を使用した製品も展開している。
全チェア製品に対して5年間の製品保証を提供している(コラボ商品など一部モデルを除く)。JIS規格に基づく耐久性試験を実施している。

## 製品ラインナップ

### レギュラーモデル
- Premium Monarca - イタリア製本革を張地に採用した最上位モデル
- デニムシリーズ - 岡山県産の綿100%デニム生地を張地に採用し、耐久性と適度な通気性・吸湿性を併せ持つモデル
- Premium シリーズ - オフィスでの使用を想定した、落ち着いたデザイン・カラーリングのモデル
- Pro-X V2シリーズ - AKRacingゲーミングチェアのフラッグシップモデル。AKRacing Europeのスウェーデンチームによりデザインされ、大きめのサイズ感とゆったりとした座り心地が特長
- Overtureシリーズ - 適度なホールド感のある、スタンダードゲーミングチェア。6色展開というカラーバリエーションも特徴
- Nitro V2シリーズ - 日本進出当初から発売している、ベーシックなモデル。
- Wolfシリーズ - 張地に通気性に優れたファブリック素材を採用したエントリーモデル
- Pinonシリーズ - 同社が初めて若年層向けに開発した、適正身長145～165cmのコンパクトモデル
- 極坐 V2シリーズ - 日本市場限定で発売されている座椅子タイプモデル

### コラボレーションモデル
- 本田翼監修 オリジナルデザインモデル - イメージキャラクターの本田翼がデザイン監修し、飽きの来ないデザインとインテリアとの親和性を意識したモデル
- ONE PIECEモデル
- Pro-X V2 ジャイアンツ
- 東北楽天ゴールデンイーグルスモデル
- サッカー日本代表Ver.
- AKRacing by BEAMS DESIGNモデル
- Pro-X V2 Gaming Chair Dragons
- AKRacing 東京ヤクルトスワローズチェア
- 阪神タイガースモデル

## 提供番組
- 土ドラ （東海テレビ制作＝フジテレビ系列全国ネット、2022年4月 - ）
- ドラHOT+ (東海テレビ制作＝中京ローカル)
- プロ野球ニュース（CSフジテレビONE　2021年12月6日から、パネラー用の座椅子を提供）
- AKRacing presents LAUGH & MUSIC Time Travel (FM大阪、 2023年10月 - )
- オールナイトニッポンX (ニッポン放送、パーソナリティの座席を提供)
- オールナイトニッポン (ニッポン放送、パーソナリティの座席を提供)
- オールナイトニッポン0 (ニッポン放送、パーソナリティの座席を提供)
- めるるのはっぴーsu るーむ (文化放送、2021年5月 - 2024年12月)
- ごぶごぶラジオ（MBSラジオ、2023年4月 - 、パーソナリティの座席を提供）
- 熱血!タイガース党（サンテレビ制作＝兵庫ローカル、2024年度 - 、阪神タイガースモデルを出演者の座席に提供）

### 過去提供番組
- めざましテレビ（フジテレビ＝関東ローカル、 OHK岡山放送＝岡山・香川ローカル、2021年10月　- 2022年3月）
- ReAL eSports News (テレビ朝日、2020年10月 - 2022年9月)
- BACKSTAGE（CBCテレビ制作＝TBSテレビ系列全国ネット、2021年 - 2022年3月）
- さっしーのe部屋 (フジテレビ＝関東ローカル、 2019年4月 - 2019年12月)
- 橋本マナミのLeader's Golf (テレビ埼玉＝埼玉ローカル、2018年4月 - 2021年3月)
- ゴル魂 (テレビ埼玉)
- AKRacing presents May J.’s Music Time Travel (FM大阪、2022年1月 - 2023年9月)
- ドーナツトーク（CBCテレビの制作で『BACKSTAGE』の後番組、2022年4月3日 - 2024年3月31日）

## 公式YouTubeチャンネル
"AKRacing JP"の名前で公式YouTubeチャンネルを展開している
レギュラーコーナー
- AKバラエティ (MC:陣内智則)
- 大久保佳代子のずたぼろゴルフ

## イメージキャラクター
- 本田翼[10][11] (2020年10月 -)
- ケイン・コスギ (2018年8月 - 2020年7月)